# PT-91

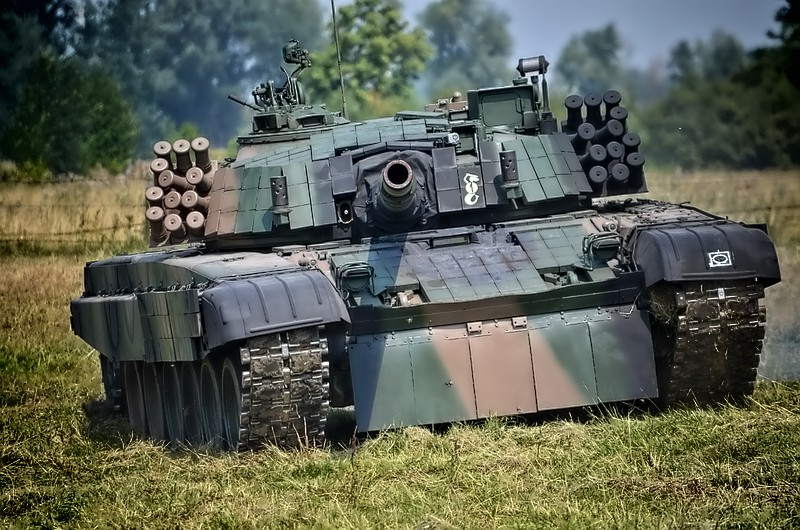
Танк PT91 Twardy

PT-91 Twardy (тр. «Тва́рди») — польський основний бойовий танк третього покоління, заснований на ліцензійному варіанті радянського Т-72М1. В 2022 році певна кількість передана Збройним силам України.
Перші прототипи виготовили в 1993 році. Базовий варіант PT-91 серійно випускали на підприємстві Бумар-Лабенди з 1995 по 2002 роки. Всього для Збройних сил Польщі виробили 232 PT-91. Крім випуску нових танків, Польща планує переобладнати за цим стандартом всі Т-72, що стоять на озброєнні. Однак у 2009 році припинили виробництво танкового дизеля S12U (розвиток радянського В-84), а завод, який виробляв його PZL-Wola, закрили.

## Історія розвитку
З 1981 року на заводі Бумар-Лабенди за радянською ліцензією випускався основний бойовий танк Т-72M для Збройних сил Польщі, а з 1986 року його дослідна версія з посиленою бронею Т-72М1. Їхня документація була полонізована, що призвело до впровадження низки саморобних вузлів та спрощення технології виробництва. Попри те, що танк був сучасним на той час, це була спрощена модель порівняно з версіями радянської армії, і можливість підвищення його бойової цінності була швидко помічена в Польщі, насамперед за рахунок оснащення його системою управління вогнем. На той час, у середині 1980-х років, у Польщі вже була проведена успішна модернізація старих танків Т-55 до стандарту Т-55АМ з використанням системи керування вогнем Merida, розробленої у Військовій Технологічні Академії. Спочатку роботи з модернізації Т-72М1 велися не надто інтенсивно, тому що паралельно з 1988 року велися переговори з СРСР про купівлю Польщею ліцензії на виробництво більш нової версії Т-72М1. Т-72 (Т-72С). Переговори не привели до результатів, і врешті Польща відмовилася від них наприкінці 1989 року через політичні зміни та припинення співпраці в рамках Варшавського договору. Це призвело до активізації робіт з модернізації Т-72 в Польщі.
Перша спроба модернізації була розроблена в другій половині 1980-х років на замовлення Міністерства національної оборони Центром досліджень і розвитку механічних пристроїв у Глівіце (OBRUM) танка під кодовою назвою Wilk, але проект модернізації був зупинений на ранній стадії. і не було реалізовано через спроби закупити ліцензійний танк Т-72С. Після політичних змін роботи з модернізації танка були відновлені з використанням досвіду програми Wilk під новою англомовною кодовою назвою в маркетингових цілях: Hard і, нарешті, Twardy. Роботи проводилися на заводі Bumar-Łabędy у співпраці з OBRUM Gliwice та іншими підрозділами. Рішення про початок робіт було прийнято в липні 1991 р. провідним конструктором інж. Кароль Ходкевич. У 1992 році був створений прототип танка, який був представлений в 1993 році. У зв'язку з масштабами змін назву танка змінили на ПТ-91 Твердий.

## Опис
Загалом танк заснований на радянському Т-72, але на ньому встановлено сучасне обладнання, як система керування вогнем Drawa, нові стабілізатор, денний і нічний приціли. Також замість старого В-46-6 (780 к.с.) танк має форсований польський аналог PZL-Wola S-12U потужністю 850 к.с.
Захист танка представлений композитною бронею та вибуховим динамічним захистом ERAWA. Також танк обладнано датчиком лазерного опромінення Obra-1, що здатен автоматично розвернути башту в бік загрози та поставити димову завісу шляхом відстрілу димових гранат.

## Оператори
- Польща: 232 PT-91, станом на 2010 рік.
- Малайзія: 48 PT-91M Pendekar, станом на 2010 рік.
- Україна: 60 танків, переданих у рамках МТД для відбиття російської агресії з 2022 року[32].
  - 22-га окрема механізована бригада (Україна)[4]
  - 117-та окрема важка механізована бригада (Україна)[33]

### Україна

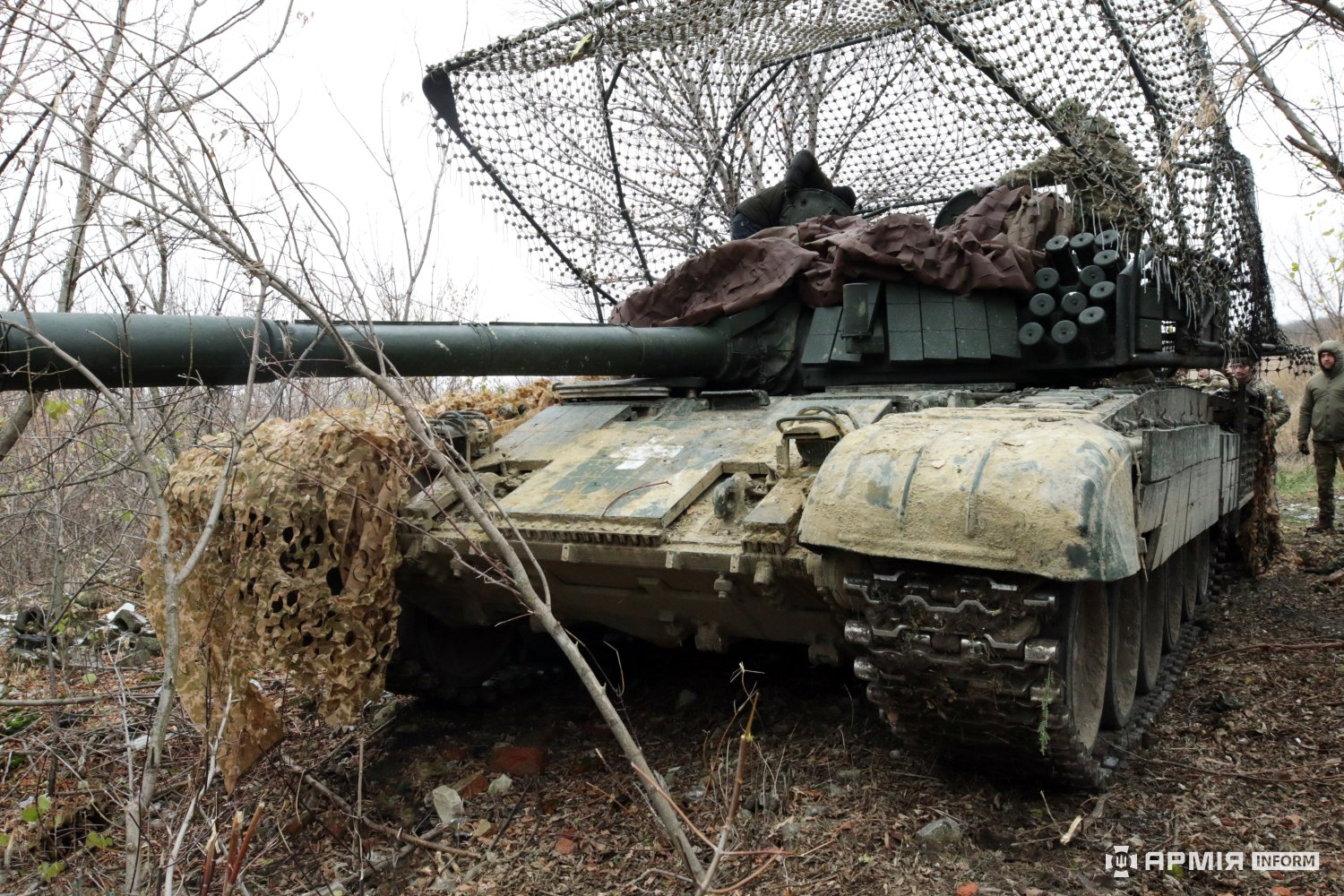
PT-91 зі складаною протидроновою сіткою на службі 117 ОВМБр

25 липня 2022 року у Міноборони Польщі повідомили, що передали танки PT-91 Twardy Збройним силам України. У польській армії дефіцит танків мають покрити постачанням K2 Black Panther з Південної Кореї. 27 січня 2023 прем'єр-міністр Польщі Моравецький повідомив про плани передати Україні 60 танків, серед них 30 машин будуть PT-91 Twardy, іще 14 Leopard 2, решта 16 танків будуть інших типів.
Деякі з танків отримали також додатковий динамічний захист «Контакт-1».